# Darío Jara Saguier
Darío Jara Saguier, surnommé Yayita (né le 27 janvier 1930 à Asuncion au Paraguay et mort le 22 janvier 2023) est un footballeur international et entraîneur paraguayen.
Darío est l'un des sept frères Jara Saguier qui pratiquèrent le football professionnel au Paraguay (les autres sont Alberto, Ángel, Carlos, Críspulo, Enrique et Toribio).

## Carrière

### Joueur
Jara Saguier commence sa carrière dans le club de sa ville natale du Club Rubio Ñú en 1946 avant de partir pour le Cerro Porteño où il passe la plupart de sa carrière et en devient l'un des joueurs clés. Il est le meilleur buteur du championnat du Paraguay pendant deux ans (1949 et 1950), inscrivant 18 buts à chaque saison.
En 1960, après une longue période au Cerro Porteño, Saguier retourne jouer dans plusieurs clubs paraguayens comme le General Caballero ZC, Club Rubio Ñú, Luis Alberto de Herrera (Guarambaré) et l'Olimpia de Itá avant de prendre sa retraite en 1965.
Au niveau national, Darío Jara Saguier prend part avec l'équipe du Paraguay à la coupe du monde 1950 au Brésil.

### Entraîneur
Darío Jara Saguier commence à entraîner lorsqu'il est à l'Olimpia de Itá, avec un rôle d'entraîneur-joueur. Il entraîne ensuite des équipes comme le Sportivo Trinidense, Rubio Ñu, Resistencia SC, Deportivo Recoleta, Pdte. Hayes, Club Cerro Corá, Sportivo Ameliano, Cerro Porteño, Luis Alberto de Herrera de Guarambaré, et l'Olimpia de Ita.

## Titres

### Joueur
| Saison | Équipe        | Titre                   |
| ------ | ------------- | ----------------------- |
| 1950   | Cerro Porteño | Championnat du Paraguay |
| 1954   | Cerro Porteño | Championnat du Paraguay |